# Fuentenebro
Fuentenebro – gmina w Hiszpanii, w prowincji Burgos, w Kastylii i León, o powierzchni 38,99 km². W 2011 roku gmina liczyła 152 mieszkańców.